# Islas Brioni
Islas Brioni (en croata: Brioni e Brijuni; en italiano: Isole Brioni) son un grupo de catorce islas pequeñas pertenecientes a Croacia, que están en la parte norte del Mar Adriático, separadas de la costa oeste de la península de Istria, por el estrecho de Fažana. Famosas por su belleza, las islas son un lugar de veraneo y un parque nacional de Croacia (Nacionalni park Brijuni). Administrativamente dependen del Condado de Istria al norte de ese país en las coordenadas geográficas 44°55′N 13°46′E / 44.917, 13.767. En 1983, las islas fueron declaradas parque nacional de Yugoslavia.

## Islas
Las islas más grandes son Veliki Brijun con 5,2 kilómetros cuadrados de superficie y a 2 km de la costa croata y Mali Brijun con 1,07 kilómetros cuadrados.
Las otras islas que integran el archipiélago son:
- Kabula
- Kadulja
- Kozada o Kotež
- Galija
- Gaz
- Grunj
- Madona o Pusti
- Vrsar
- Sv. Jerolim
- Sv. Marko
- Okrugljak o Obljak
- Vanga o Krasnica
- Supin
- Supinić